# Jan Berchmans
Jan Berchmans (Diest, Flandes, 12 de març de 1599 - Roma, Estats Pontificis, 13 d'agost de 1621) va ser un religiós jesuïta flamenc. Va ser canonitzat el 1888 per Lleó XIII, essent venerat com a Sant Joan Berchmans, patró dels estudiants amb els sants Lluís Gonzaga i Estanislau Kostka.

## Biografia
Primer dels cinc fills d'un sabater, va ser confiat a unes ties i després a un sacerdot a causa d'una greu malaltia de la seva mare. El seu pare, en quedar-se vidu, va fer-se sacerdot. Jan va treballar com a criat d'un canonge de la catedral de Malines i així pogué estudiar al col·legi jesuïta de la ciutat. En acabar els estudis, va fer-se sacerdot, fent-se novici jesuïta el 24 de setembre de 1618. L'any següent marxà a Roma a estudiar al Collegio Romano (l'actual Pontifícia Universitat Gregoriana). Malalt, va morir només dos anys després, el 13 d'agost de 1621.
Va ser sebollit a l'església de Sant'Ignazio di Loyola a Campo Marzio, a Roma, a la capella de la SS. Annunziata. El seu cor va ser traslladat després a l'església jesuïta de Saint-Michel de Lovaina.

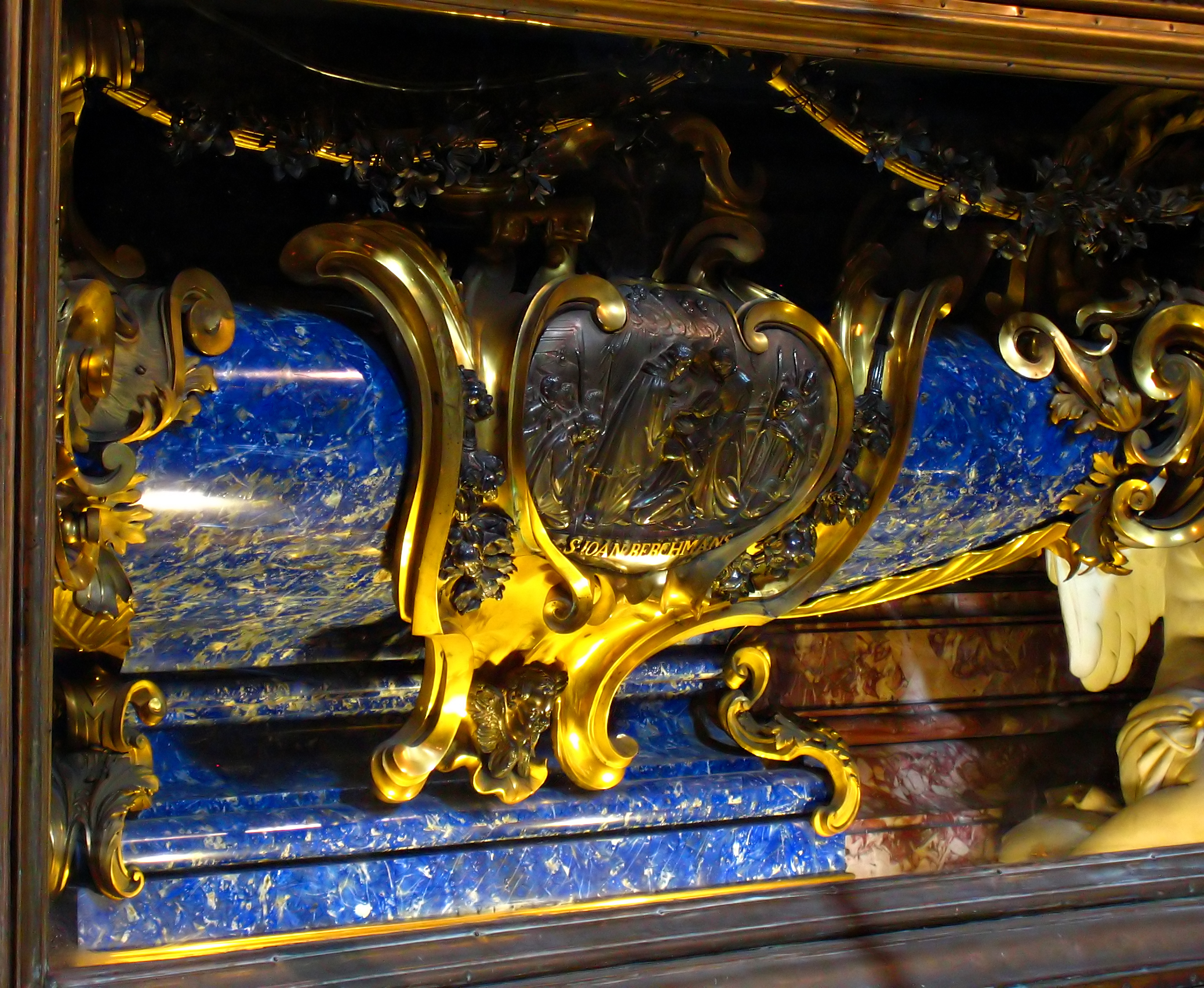
Tomba a S. Ignazio (Roma)
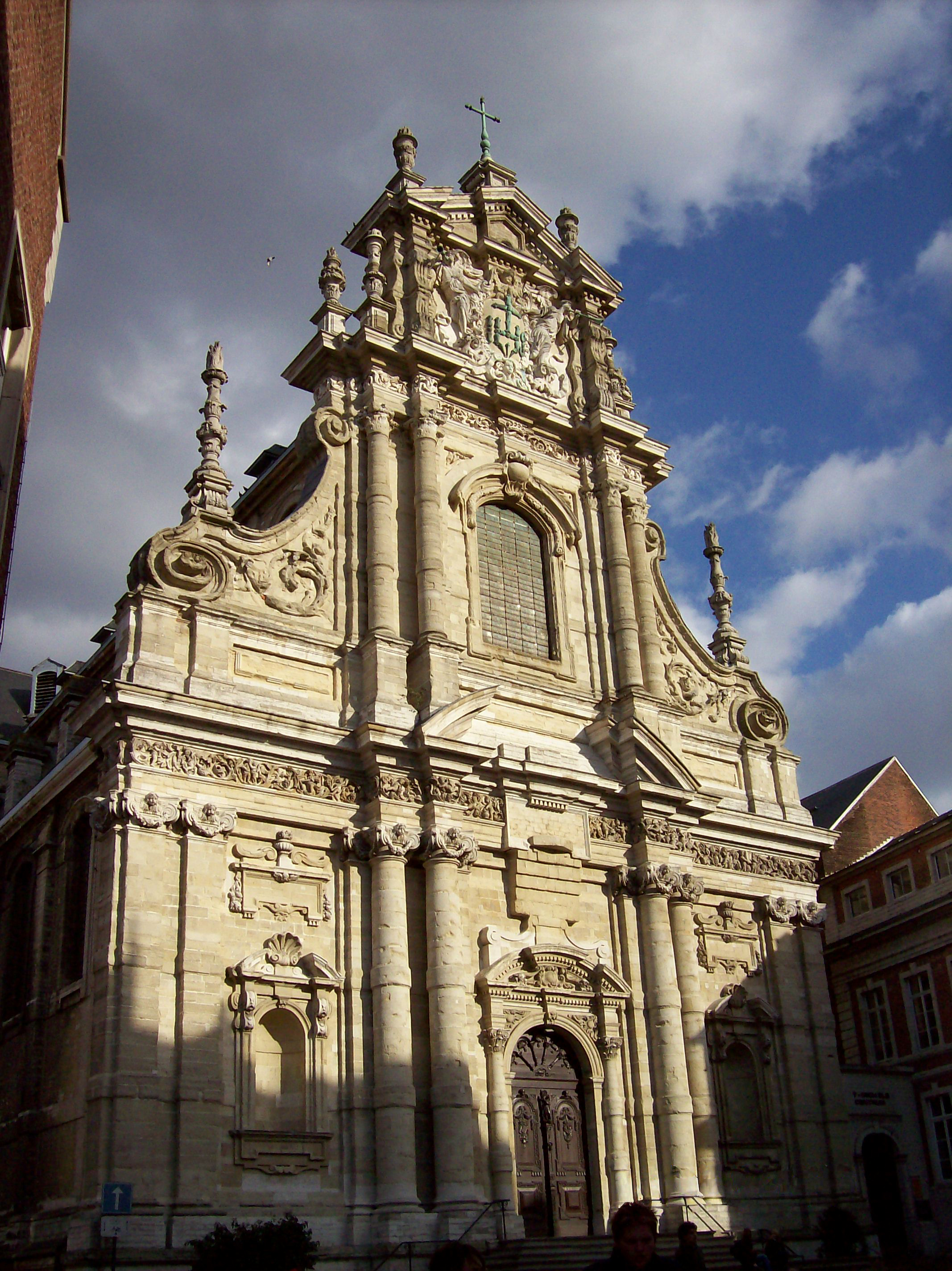
Sint-Michiel (Lovaina), on hi ha la relíquia del cor del sant

## Veneració
El procés de beatificació va iniciar-se aviat, però va ser interromput i només va ser reprès el 1814. Llavors Pius VII havia restaurat la Companyia de Jesús i la canonització d'un jesuïta sense mèrits extraordinaris era una mena de reconeixement oficial de la "santedat" de l'orde. Va ser beatificat per Pius IX el 9 de maig de 1865 i canonitzat per Lleó XIII el 15 de gener de 1888. La seva festivitat era el 26 de novembre i, des del 1969, és el 13 d'agost.